# الثورة الصناعية في ألمانيا

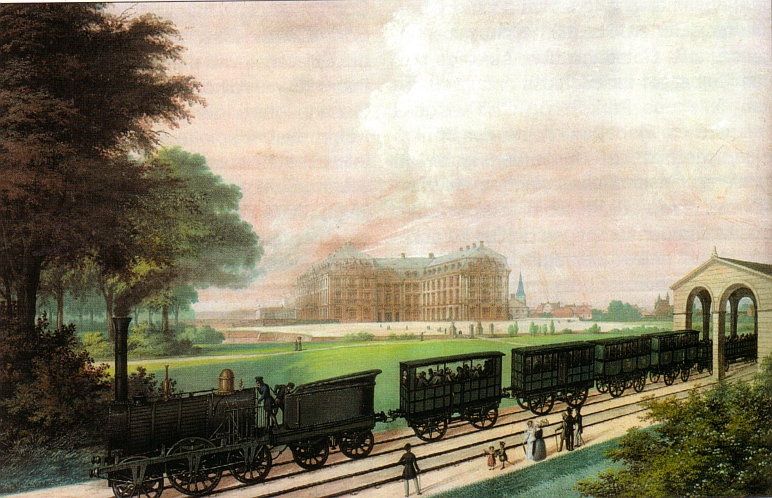
صورة توضيحية فقط

كان التصنيع في ألمانيا هو مرحلة تطور الصناعة في ألمانيا، بدءًا من حوالي 1815 إلى 1835. وسبقت هذه الفترة فترات ما قبل التصنيع وأوائل التصنيع. بشكل عام، تعد العقود ما بين 1830 و1873 مرحلة الانطلاق الصناعي. أعقبت الثورة الصناعية مرحلة التصنيع العالي خلال الإمبراطورية الألمانية. اختلفت الثورة الصناعية (اللحاق بالركب) في ألمانيا عن تلك التي حدثت في الدولة الرائدة في بريطانيا العظمى من حيث أن الصناعات الرئيسية لم تصبح صناعة النسيج بل إنتاج الفحم وإنتاج الصلب وبناء السكك الحديدية.
سمة أخرى هي الطابع الإقليمي للتصنيع. جزئيًا على خلفية التقاليد القديمة، ويرجع ذلك جزئيًا إلى المواقع المواتية (على سبيل المثال، على طرق التجارة، والأنهار، والقنوات، وبالقرب من رواسب المواد الخام أو أسواق المبيعات) أو لأسباب أخرى، تركزت الثورة الصناعية في عدد قليل من مناطق التركيز الإقليمية. في بعض المناطق الصناعية القديمة، حيث لم يكن التكيف مع العصر الجديد ناجحًا، حدثت عمليات تدهور اقتصادي. في البداية، كانت التنمية الصناعية أضعف من أن تخلق وظائف جديدة مهمة لعدد متزايد من السكان. على العكس من ذلك، أدت المنافسة الصناعية في البداية إلى تفاقم أزمة الحرف والعديد من الحرف التقليدية. كان هذا أحد أسباب فقر فورمارز. فقط مع اختراق الثورة الصناعية ظهرت فرص عمل جديدة على نطاق أوسع. مع تقدمه، تحولت المسألة الاجتماعية بعيدًا عن الطبقات الريفية الدنيا ونحو العدد المتزايد من السكان العاملين مع ظروف العمل السيئة والأجور المنخفضة في كثير من الأحيان.

## التصنيع الأولي والمبكر
كان الوضع الأولي للثورة الصناعية أسوأ بكثير في ألمانيا منه في بلد منشأ التصنيع، بريطانيا العظمى. وشمل ذلك عدم وجود سوق واحدة، والعدد الكبير من الرسوم الجمركية والضرائب، والتجزئة الإقليمية للإمبراطورية الرومانية المقدسة، التي انهارت في عام 1806. فيما يتعلق بالبنية التحتية، كانت الإمبراطورية أقل تطورًا بشكل ملحوظ من إنجلترا، وكان هناك أيضًا نقص التجارة الخارجية والتوسع الاستعماري. كانت الفجوة مع بريطانيا العظمى واضحة أيضًا في القطاع الزراعي الأكبر بكثير في ألمانيا. علاوة على ذلك، لم تحدث حتى الآن ثورة زراعية مماثلة في هذا القطاع في بداية القرن التاسع عشر. ما تزال هناك عناصر إقطاعية قوية، باستثناء شرق إلبيا، العديد من المزارع الصغيرة منخفضة الأداء، والتي ما يزال العديد منها يعمل باستخدام الأساليب القديمة وكان بالكاد متصل بالسوق كمزارعي الكفاف. كانت هناك أيضا جوانب أخرى. على الرغم من المذهب التجاري في القرن الثامن عشر، على سبيل المثال: احتفظت النقابات في قطاع الحرف بالأدوات القديمة للتنظيم الاقتصادي.
ولكن كانت هناك أيضًا تطورات تمهيدية في الولايات الألمانية منذ أوائل العصر الحديث. اختصر فيرنر كونز المرحلة التحضيرية إلى الفترة ما بين 1770 و1850 تقريبًا. وشمل ذلك نموًا سكانيًا أقوى بدأ في منتصف القرن الثامن عشر. أدى هذا إلى زيادة الطلب وتوسيع القوة العاملة المحتملة.

### الصناعة الأولية والصناعات الوطنية
على الرغم من أن الحرف النقابية كانت في أزمة حوالي عام 1800، لم تكن هناك تطورات راكدة في القطاع التجاري أيضًا. في المصانع التي يبلغ عدد العاملين فيها نحو 100000، كان هناك بالفعل نوع من الإنتاج الضخم مع تقسيم العمل إلى حد معين. كان نظام النشر (الصناعة الأولية) قد ظهر بالفعل في بعض المناطق في أواخر العصور الوسطى وخاصة في الفترة الحديثة المبكرة. على سبيل المثال، الطبقات الفقيرة من الأراضي في شرق ويستفاليا ومناطق أخرى متخصصة في صناعة الكتان، والذي اشتراه التجار وسوقوا له في السوق الوطنية. تشير التقديرات إلى أن ما يصل إلى مليون شخص يعملون في هذا القطاع حوالي 1800.
وقد أدت هذه التطورات وغيرها، بما في ذلك في تجارة الحديد والمعادن ومجالات أخرى، إلى ظهور مراكز إقليمية مختلفة للتركيز التجاري. في المقاطعات البروسية الغربية في راينلاند وفيستفاليا، على سبيل المثال، كانت هذه هي بيرجيشس لاند، ومقاطعة مارك ومنطقة سيجرلاند مع توتنهام في زاورلاند. توجد سياقات مماثلة في راينلاند، حيث عولج الحديد من منطقة إيفل بين آخن وإيشفايلر وستولبرغ ودورن. لكن قبل كل شيء، كان إنتاج النحاس والزنك والرصاص يتركز في هذا المجال. في سيليزيا العليا، شغل التعدين والمعالجة جزئيًا من قبل الدولة وجزئيًا بواسطة ملاك الأراضي الكبار. وشمل هؤلاء كونتات دونرسمارك أو أمراء هوهنلوه. في مملكة زاكسونيا، كانت هناك تجارة متمايزة للغاية، تتراوح من الحرف الريفية والحضرية إلى الصناعات المنزلية، والمصانع، والتعدين، وقريبًا المصانع الأولى. كانت أجزاء كبيرة من زاكسونيا -هنا في المقام الأول منطقة كيمنتس، والتي سميت فيما بعد أيضًا زاكسن مانشستر- من بين أكثر المناطق كثافة في النمو في أوروبا، مثلما كان الحال في شمال راينلاند، وفقًا لهان.
فيما يتعلق بالمصانع، تراكم رأس المال التجاري في المناظر الطبيعية المختلفة، والذي استخدم لاحقًا لتمويل أول المصانع الكبيرة. ومع ذلك، لم تكن هذه المناظر التجارية المبكرة دائمًا مقدمة مباشرة للتنمية الصناعية. في بعض الحالات، كما هو الحال في أجزاء من ولاية هيسن أو في سيليزيا السفلى، لم يكن الارتباط بالتصنيع ناجحًا وفي مناطق التجارة الريفية كانت هناك عمليات تدهور اقتصادي.

### التصنيع المبكر
وهكذا كانت مناهج التوسع الصناعي موجودة على أبعد تقدير منذ بداية القرن التاسع عشر. ومع ذلك، فمن المنطقي أن ندع التصنيع المبكر بمعنى ما قبل التاريخ المباشر للثورة الصناعية في ألمانيا يبدأ تقريبًا مع عام 1815. منذ نهاية الحروب النابليونية ورفع الحصار القاري، سقطت الحواجز التجارية على من ناحية، ومن ناحية أخرى، تعرض الاقتصاد الألماني في ذلك الوقت لمنافسة مباشرة مع الصناعة البريطانية. هذا زاد بشكل كبير من الضغط للتكيف. بالإضافة إلى ذلك، أدى الاضطراب الإقليمي الذي أعقب توكيلات الرايخ إلى اختفاء العديد من المناطق الصغيرة وظهور عدد من الدول متوسطة الحجم. لكن لم يكن هناك حتى الآن منطقة اقتصادية موحدة. كان أحد العوامل المؤسسية الهامة للتنمية التجارية هو تأسيس الاتحاد الجمركي الألماني (تسولفيريين) في عام 1834، والذي مكّن من التبادل المعفى من الرسوم الجمركية للبضائع داخل منطقة المعاهدة. كان هذا شرطًا أساسيًا لتكامل الأسواق الإقليمية ذات الصلة سابقًا في سياق أكبر. ومع ذلك، كان دعم الاتحاد الجمركي الألماني المباشر للتنمية الصناعية محدودًا. على الرغم من أنه سهّل التنمية الصناعية، لكنه لم تنطلق منه أي دوافع نمو حاسمة. كان على نفس القدر من الأهمية العديد من الإصلاحات الأخرى في مجالات الدولة والمجتمع والاقتصاد. من المعروف بشكل خاص الإصلاحات البروسية، التي حدثت بالمثل في ولايات أخرى. وشمل ذلك تحرير الفلاحين وإصلاح التشريعات التجارية. لكن، اعتمادًا على الدولة، استمر التنفيذ حتى منتصف القرن.